# Marcin Mroziński

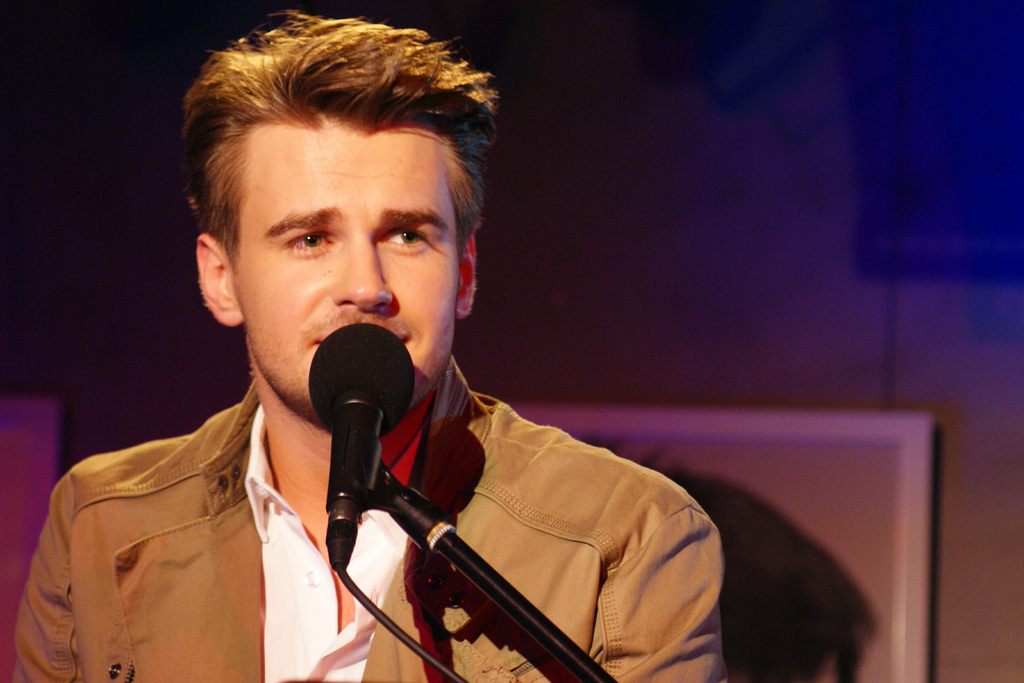
Marcin Mroziński (2011)

Marcin Mroziński (* 26. September 1985 in Inowrocław) ist ein polnischer Sänger, Schauspieler und TV-Moderator.

## Eurovision 2010
Am 14. Februar 2010, hat Marcin Mroziński den polnischen Vorentscheid zur Eurovision 2010 gewonnen, und hat somit Polen im Eurovision Song Contest 2010 mit dem Lied "Legenda" vertreten. Die endgültige Version des Liedes wurde am 23. April vorgestellt. Die Vorstellung war ursprünglich für den 10. April geplant, nach dem Flugunfall von Smolensk 2010, bei dem unter anderem auch Präsident Lech Kaczyński verstarb, wurde die Premiere verschoben. Polen trat zunächst im 1. Halbfinale am 25. Mai an, konnte sich jedoch nicht für das Finale qualifizieren.

## Kindheit
Marcin Mroziński hat eine ältere Schwester Magda.
In seiner Kindheit sang er in einem Chor und lernte Flöte spielen. Im Alter von 9 Jahren belegte er den 1. Platz in einem polnischen Gesangsfestival für Kinder. Auch hatte er einen ersten kleinen Auftritt in einem Musical in Bydgoszcz.

## Karriere
Im Jahr 2002 nahm Marcin Mroziński an der ersten Staffel der polnischen Casting-Show Idol teil (wie DSDS in Deutschland) und avancierte auch in einige Recalls, schaffte es aber nicht in die Top 10. Er nahm auch an der polnischen Gesang-Show "Szansa na Sukces" (Chance zum Erfolg) im Sender TVP2 teil.
2005 nahm er erneut beim polnischen TV-Sender Polsat an der Casting-Show Idol teil, und schaffte es diesmal bis ins Halbfinale. Danach arbeitete er als TV-Moderator bei TVP1. Nach seinem Abitur ging er 2006 nach Warschau und studierte an der Schauspielschule Akademia Teatralna Warschau. 2007 trat er beim Gesangsfestival "Krajowy Festiwal Piosenki w Opolu" in Opole auf.
Sein Theater-Debüt gab er 2008 in Warschau im "Teatr Muzyczny Roma" mit der Hauptrolle in Das Phantom der Oper. Er übernahm schon öfters die polnische Synchronisation für einige TV-Filme und Serien, so unter anderem auch für Produktionen des Disney-Channel oder auch in der Serie SpongeBob Schwammkopf. 2009 moderierte er für Cartoon Network eine Kinder-Karaoke-Show.